# ラシド・ロッキ
ラシド・ロッキ（Rachid Rokki、1974年11月8日 - ）は、モロッコの元サッカー選手。元モロッコ代表。ポジションはフォワード。

## 来歴
1998年4月にモロッコ代表デビュー。出場機会は無かったが1998 FIFAワールドカップのメンバーにも選ばれた。その後、アフリカネイションズカップ2002にも出場した。モロッコ代表で22試合に出場、5得点をあげた。

## 代表歴

### 出場大会
- モロッコ代表
  - 1998 FIFAワールドカップ

### 試合数
- 国際Aマッチ 22試合 5得点（1998年-2002年）[1]

| モロッコ代表 | 国際Aマッチ | 国際Aマッチ |
| 年           | 出場        | 得点        |
| ------------ | ----------- | ----------- |
| 1998         | 5           | 0           |
| 1999         | 2           | 0           |
| 2000         | 0           | 0           |
| 2001         | 10          | 3           |
| 2002         | 5           | 2           |
| 通算         | 22          | 5           |